# Brennan Elliott
Brennan Elliott (Calgary, 24 maart 1975) is een Canadees acteur en filmproducent. 

## Biografie
Elliott werd geboren in Calgary en van zijn vaders kant heeft hij een Noord-Ierse afkomst. Elliott leerde het acteren aan de Juilliard School in New York. 
Elliott begon in 1996 met acteren in de film Stone Coats, waarna hij nog meerdere rollen speelde in films en televisieseries. Hij is vooral bekend van zijn rol als dr. Nick Biancavilla in de televisieserie Strong Medicine waar hij in 88 afleveringen speelde (2000-2005), en van zijn rol als Warren Saget in de televisieserie Cedar Cove waar hij in 31 afleveringen speelde (2013-2015). 

## Filmografie

### Films
Uitgezonderd korte films.
- 2023 Ms. Christmas Comes to Town - als Travis / mr. Winters
- 2022 The Gift of Peace - als Michael
- 2022 Marry Go Round - als Luke Walker
- 2022 The Perfect Pairing - als Michael
- 2021 Open by Christmas - als Derrick Marshall
- 2020 Christmas in Vienna - als Mark Olsen
- 2019 All Summer Long - als Jake
- 2018 Christmas at Grand Valley - als Leo
- 2018 All of My Heart: The Wedding - als Brian Howell
- 2017 Christmas Encore - als Julian Walker
- 2017 All of My Heart: Inn Love - als Brian Howell
- 2016 Love You Like Christmas - als Kevin Tyler
- 2015 A Christmas Melody - als Danny Collier
- 2015 All of My Heart - als Brian Howell
- 2014 Night at the Museum: Secret of the Tomb - als Robert Fredericks
- 2013 Heart of Dance - als dr. Norton
- 2013 Curse of Chucky - als Ian
- 2013 Blood Shot - als Rip
- 2013 Dirty Teacher - als rechercheur Allen
- 2012 Kiss at Pine Lake - als Pete Shoreman
- 2012 Murder on the 13th Floor - als Viktor
- 2012 Cupid, Inc. - als Vance
- 2011 I Met a Producer and Moved to L.A. - als Rod
- 2011 Take Me Home - als Eric
- 2010 Confession - als Steve
- 2010 Black Widow - als Troy
- 2008 The Nanny Express - als David Chandler
- 2006 Flight 93 - als Todd Beamer
- 2002 Hobbs End - als Michael Bodine
- 2000 G-Saviour - als Mark Curran
- 2000 The Silencer - als Jason Wells / Jason Black
- 1999 Double Jeopardy - als yuppie
- 1999 Convergence - als Steve
- 1998 Dream House - als Ray
- 1996 Stone Coats - als Max

### Televisieseries
Uitgezonderd eenmalige gastrollen.
- 2019-2021 The Crossword Mysteries - als Logan O'Connor - 6 afl.
- 2015-2018 UnREAL - als Graham - 38 afl.
- 2016 Flower Shop Mysteries - als Marco Salvare - 3 afl.
- 2013-2015 Cedar Cove - als Warren Saget - 31 afl.
- 2006-2007 The 4400 - als Ben Saunders - 6 afl.
- 2006-2007 What About Brian - als T.K. - 4 afl.
- 2006 Cold Case - als Ray Williams - 4 afl.
- 2005 CSI: Crime Scene Investigation - als brigadier Carroll - 2 afl.
- 2000-2005 Strong Medicine - als dr. Nick Biancavilla - 88 afl.
- 2005 Blind Justice - als Nick Irons - 3 afl.
- 1997 Madison - als Slick - 3 afl.

### Filmproducent
- 2019-2021 The Crossword Mysteries - televisieserie - 5 afl.
- 2019 All Summer Long - film
- 2018 All of My Heart: The Wedding - film
- 2017 All of My Heart: Inn Love - film

- Biblioteca Nacional de España: XX5377728
- Bibliothèque nationale de France: cb14174993m (data)
- Gemeinsame Normdatei: 1274385083
- International Standard Name Identifier: 0000 0001 1935 8596
- Library of Congress Control Number: no00084256
- Nationale Bibliotheek van Tsjechië: xx0219311
- Système universitaire de documentation: 231643128
- Virtual International Authority File: 69139607
- WorldCat: E39PBJy4dpRgvTJ3Mym63qt9Xd